# فردريك جوليو-كوري
فردريك جوليو-كوري(Frédéric Joliot-Curie)؛ (19 مارس 1900 - 14 أغسطس 1958)، فيزيائي فرنسي.

## عن حياته
تزوج في عام 1927 من إيرين جوليو-كوري ابنة بيار كوري وماري كوري . أنجبا هيلين لانجفان-جوليو وبيير جوليو-كوري درس في المدرسة العليا للفيزياء والكيمياء والتقى فيها ببول لانجفان. أصبح مساعدا لماري كوري في معهد الراديوم. قام بأبحاث مع زوجته حول الذرة.
حصل مع زوجته إيرين جوليو-كوري على جائزة نوبل في الكيمياء عام 1935 وذلك لأبحاثهما حول النشاط الإشعاعي الاصطناعي. في سنة 1937 عين أستاذا في الكيمياء النووية في كوليج دو فرانس.
عمل مع زوجته على مشروع القنبلة النووية الفرنسية وكان هذا المشروع متفوقا على المشروع الأمريكي قبل الحرب.

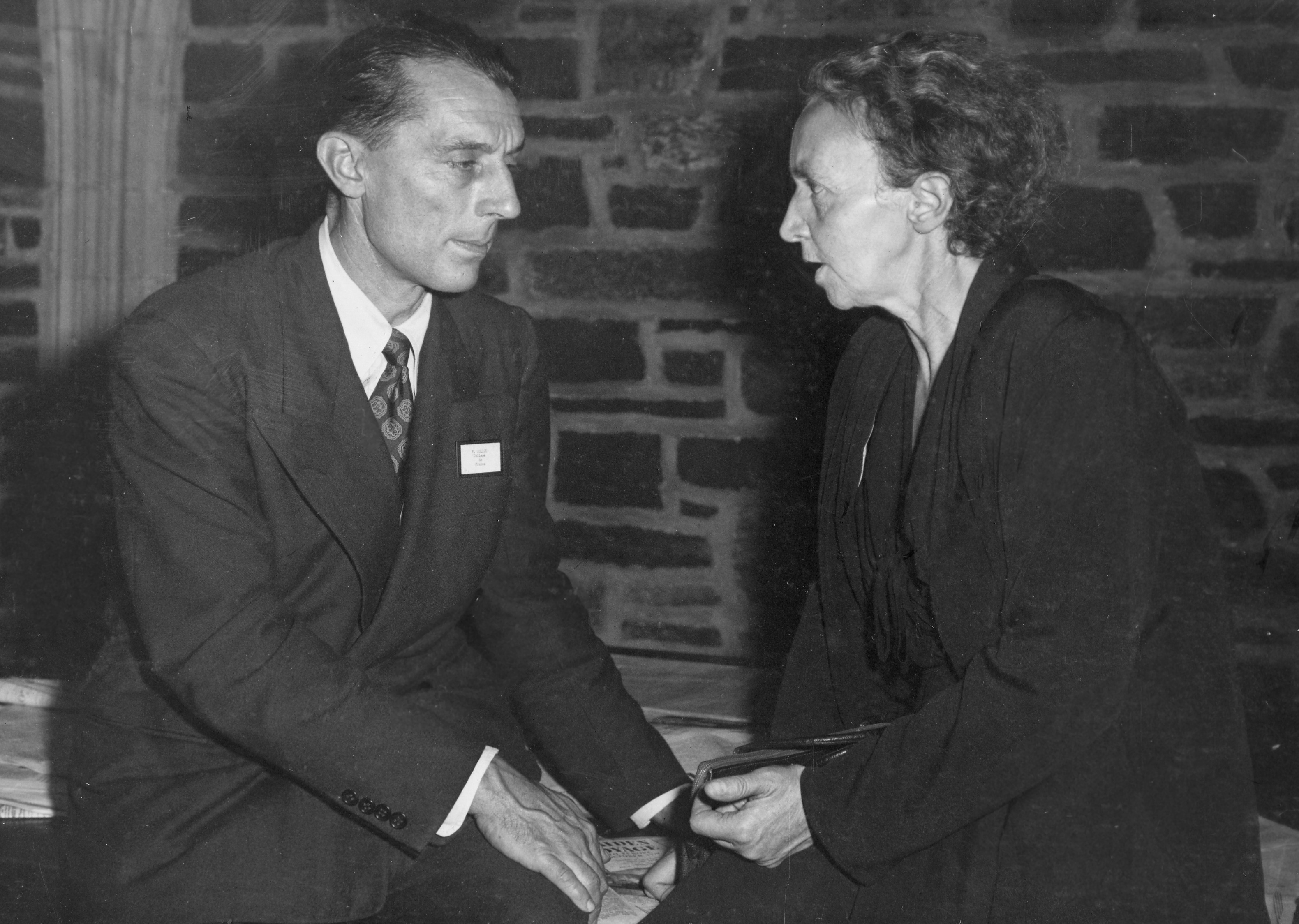
جوليو كوري في الأربعينيات

انخرط في عام 1942 وذلك خلال الاحتلال النازي لفرنسا في الحزب الشيوعي الفرنسي وكان عضوا في الهيئة المركزية حتى سنة 1956. أطلق في سنة 1950 نداء ستكهولم لحظر القنبلة النووية. توفي بسبب إصابته بمرض في الكبد.

## روابط خارجية
- فردريك جوليو-كوري على موقع الموسوعة البريطانية (الإنجليزية)
- فردريك جوليو-كوري على موقع الموسوعة البريطانية (الإنجليزية)
- فردريك جوليو-كوري على موقع مونزينجر (الألمانية)
- فردريك جوليو-كوري على موقع إن إن دي بي (الإنجليزية)